# Sigmatomera rufithorax
Sigmatomera rufithorax är en tvåvingeart som först beskrevs av Christian Rudolph Wilhelm Wiedemann 1828.  Sigmatomera rufithorax ingår i släktet Sigmatomera och familjen småharkrankar. Inga underarter finns listade i Catalogue of Life.